# Colpitts-oscillator

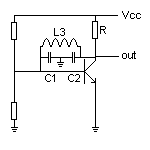
En Colpitts-oscillator med biasnätverket utritat

En Colpitts-oscillator, namngiven efter dess uppfinnare Edwin H. Colpitts, kallas ett antal kretslösningar som använder en kombination av en induktans (L) och en kondensator (C) för frekvensbestämmandet. De kallas därför även LC-oscillatorer. Den utmärkande egenskapen för Colpitts-kretsen är att återkopplingssignalen tas från en spänningsdelare som är uppbyggd av två kondensatorer i serie. En av nyckelegenskaperna hos denna typ av oscillator är dess enkelhet
(behöver bara en spole) och robustheten.
En Colpitts-oscillator är den elektriska dualiteten av en Hartley-oscillator. Figuren visar en basic Colpitts-oscillator. där två kondensatorer och en induktans bestämmer frekvensen för oscillerandet. Återkopplingen som erfordras tas från en spänningsdelare som består av de två kondensatorerna medan i Hartley-oscillatorn tas återkopplingen från en spänningsdelare som består av två spolar (eller en tappad spole).
Som med alla oscillatorer ska förstärkningen hos det aktiva elementet vara marginellt större än dämpningen hos den kapacitiva spänningsdelaren för att erhålla stabil operation. Om man därför använder Colpitts-oscillatorn som VFO görs det bäst om man använder en variabel induktans för fininställning i stället för att variera kondensatorerna. Om man vill styra oscillationen med en varierbar kondensator bör man placera en tredje kondensator parallellt med induktansen 
(eller i serie som hos Clapp-oscillatorn).

## Teori

### Oscillationsfrekvens
Den ideala frekvensen för oscillation är:
{\displaystyle f_{0}={\frac {1}{2\pi {\sqrt {L*({\frac {C1*C2}{C1+C2}})}}}}}
där seriekombinationen av C1 och C2 skapar den effektiva kapacitansen för LC-kretsen.
Verkliga kretsar kommer att oscillera med något lägre frekvens på grund av interna kapacitanser hos transistorn samt strökapacitanser.